# Gunnar Johnsson
Gunnar Bertil Johnsson, född 12 juni 1917 i Malmö, död 28 april 2007 i Katarina församling i Stockholm, var en svensk konstnär. 
Gunnar Johnsson lyckades fånga rörelse i sina abstrakta oljemålningar som få andra konstnärer. Han hade flera stora utställningar i Sverige och internationellt (Spanien och Frankrike). Han hämtade gärna sina motiv från Spanien där han tillbringade mycket tid, fascinerad av det spanska ljuset.
I början av sin karriär spåddes Gunnar Johnsson en lysande karriär av konstkritiker. Vid hans debut på Gummesons konsthall i Stockholm 1951 skrev till exempel Tidningen MT- Stockholm: "Säsongsslutet kommer så med en första klassens överraskning och en glädjande sådan, på Gummessons konstgalleri, där den debuterande Gunnar Johnsson sätter en uttrycksfull punkt för galleriets vackra rad av fina höstutställningar. Och det är i sanning en glänsande avslutning - och en lika glänsande upptakt för den unge målaren (född i Malmö 1917), som så med en gång som han visat sig som en fullmogen och på eget register spelande konstnär". "Med denna sin debututställning har Gunnar Johnsson med en enda gång trätt fram i främsta ledet bland dagens unga svenska målare."
En annan stockholmskritiker från samma tid skrev: "En av de angenämaste bekantskaperna är Gunnar Johnsson. Hans "tryckpress" har en naturalistisk tyngd och fasthet mitt i det abstrakta som skiljer honom från flertalet andra."
Kritikern Ulf Hård af Segerstad i Svenska Dagbladet pekade också på starka beröringspunkter med målaren Roland Kempe, vilket Hård af Segerstad menade möjligtvis kunde bero på "att båda funnit gemensamma utgångspunkter i spansk miljö".
Gunnar Johnsson hade under sin aktiva period som konstnär flera separatutställningar bland annat på Gummeson 1951 och SDS hallen 1952 (debuterna), därefter på Bleue 1965, 1966 och 1976, på Maria 1968 och 1978, på Engström 1979 och på Händer Malmö 1980. 
Hans verk ingår i samlingar bland annat hos Skånes konst från 50-talet, dito Liljevalchs, Moderna museet, Konstakademien 1953 och i Frankrike och Spanien. Akademiens & statens 1974–1975 och 1978–1979. 
Gunnar Johnsson är gravsatt i minneslunden på Skogskyrkogården i Stockholm.